# Yu degli spettri
(Yusuke Urameshi, alla fine di ogni anticipazione nella seconda stagione dell'anime.)
Yu degli spettri (幽☆遊☆白書?, Yū Yū Hakusho, lett. "Libro bianco sui fantasmi") è un manga scritto e disegnato da Yoshihiro Togashi pubblicato sul periodico Weekly Shōnen Jump dal 1990 al 1994; la serie è composta da 175 capitoli raccolti in 19 tankōbon. Dal manga sono stati tratti una serie anime (trasmessa, in Italia, inizialmente col titolo Yu Yu e in seguito con l'originale Yu Yu Hakusho) di 112 puntate suddivise in quattro stagioni e due lungometraggi d'animazione.

## Trama
Il protagonista è lo studente quattordicenne Yusuke Urameshi, un bulletto che non ha rispetto né per le regole, né per le autorità. Nonostante ciò, un giorno si sacrifica per salvare un bambino che sta per essere investito da un'auto: la sua morte, non prevista nell'aldilà, crea un certo scompiglio (anche perché il bambino sarebbe sopravvissuto lo stesso all'incidente, senza farsi un graffio). Per risolvere la situazione, gli viene concessa la possibilità di ritornare in vita.
Dopo aver dimostrato la purezza del suo animo e aver quasi rischiato di perdere il corpo fisico in seguito ad un incendio appiccato da un piromane alla sua casa, riesce a ritornare in vita grazie al bacio di una sua compagna di classe, Keiko Yukimura, senza il cui intervento, avrebbe dovuto aspettare altri 50 anni prima di potersi reincarnare nuovamente.
In seguito il figlio del Re degli Spiriti, il piccolo Enma, gli propone l'incarico di "Detective del Mondo degli Spiriti" e affiancato da Botan, traghettatrice di anime del fiume Sanzo e nominata dal piccolo Enma, sua personale assistente, comincia ad assolvere delle missioni per la salvaguardia della pace tra il mondo umano e quello degli spiriti, sempre più minacciata dalla scorribande di demoni malvagi.
La prima missione che Yusuke è tenuto ad affrontare è quella di recuperare i tre tesori del mondo degli spiriti (la sfera famelica, la spada ammazzademoni e uno specchio che con la luce della luna piena permette a chi lo possiede di esaudire ogni suo desiderio a patto che costui sia disposto a sacrificare la propria vita) trafugati da un trio di demoni: Gouki, Hiei e Kurama.
Dopo aver recuperato i tesori del mondo degli spiriti Yusuke viene mandato al torneo indetto da Genkai, la maestra della potentissima "onda di luce astrale", con lo scopo di fermare un potente demone di nome Rando iscrittosi allo stesso torneo con lo scopo di diventare il discepolo di Genkai e rubare la tecnica alla maestra dopo averla uccisa. Dopo molte fatiche superate insieme all'amico/rivale Kazuma Kuwabara, Yusuke riesce a portare a compimento la sua missione e comincia quindi un periodo di allenamento della durata di sei mesi nei quali Genkai gli insegna a dominare e potenziare i suoi poteri astrali e con essi la sua tecnica micidiale: il Reigun.
Appena rientrato dal suo addestramento Yusuke deve affrontare un'invasione di insetti demoniaci inviati nel mondo umano dalle quattro venerabili bestie, un gruppo di demoni dagli straordinari poteri rinchiusi nel "castello del labirinto", dal quale vogliono partire alla conquista del mondo.
Per affrontare l'impresa questa volta Yusuke può contare oltre che su Kuwabara anche sull'aiuto inaspettato di Hiei e Kurama mandati dal piccolo Enma ad aiutarlo, come parte della pena che i due demoni devono pagare per il furto dei tesori; alla fine di una lunga serie di battaglie che vedono il gruppo, impegnato, Yusuke riesce a battere Suzaku, capo delle quattro bestie, attingendo alla propria forza vitale pur di sconfiggerlo e salvare così la vita di Keiko che, rimasta nel mondo degli uomini era stata attaccata da coloro che erano sotto l'influsso degli insetti demoniaci.
La seconda parte dell'anime si apre con il salvataggio della bella dama dei ghiacci Yukina, imprigionata nella villa di Gonzo Tarukane, un mercante di gioielli, che aveva messo a farle da guardia un folto gruppo di demoni capeggiati dai fratelli Toguro, una coppia di demoni all'apparenza deboli in quanto vengono battuti con relativa facilità, consentendo così il salvataggio di Yukina. Poco dopo i due fratelli, creduti morti, si riveleranno estremamente forti e crudeli nel corso del torneo delle arti marziali nere, torneo al quale Yusuke e compagni sono costretti a partecipare in quanto in caso di rinuncia avrebbero dovuto pagare con la vita.
Dopo la vittoria del torneo, i protagonisti, dovranno combattere contro potenti demoni, capeggiati da Shinobu Sensui, che vogliono distruggere l'umanità, e infine lo stesso Yusuke, creerà un torneo che unificherà il mondo dei demoni (finora formato da tre regni) e sancirà l'unico re, in cui vengono ribaltati tutti i punti di riferimento del bene e del male fino a quel momento stabiliti.

## Ambientazione
- Mondo umano (Ningenkai): è il mondo dove si svolge la prima parte della storia.
- Mondo degli spiriti (Reikai): l'aldilà sia per i demoni che per gli umani, in esso le anime vengono smistate tra Paradiso e Inferno.
- Mondo dei demoni (Makai): tradotto dalla Star Comics come Mondo degli spettri, è il mondo dove risiedono gli yōkai.
- Kekkai: barriera molto potente alzata dal mondo degli spiriti per dividere due mondi, quello degli umani da quello dei demoni. In questo modo i demoni troppo potenti non possono passarvi ed entrare nel mondo degli umani.
- Reigan: fascio di energia astrale che, fatto fluire da tutto il corpo attraverso l'indice della mano destra, è utilizzato da Yusuke come arma (per lo stile, una specie di pistola). Conosciuto anche come raggio astrale nei primi 55 episodi dell'edizione italiana.
- Yougan: variante del Reigan utilizzando l'energia demoniaca.
- Spada Astrale (Reiken): è la tecnica di Kuwabara, Concentra la sua energia astrale nella mano e si materializza un fascio di energia solida che appare come infuocata. Nel corso del tempo impara a direzionarla e a ridurla/ingrandirla di dimensioni e forma.
- Energia astrale (Reiki): energia spirituale posseduta dagli umani.
- Aura sacra (Seikouki): energia sacra posseduta da Shinobu Sensui e altri pochi esseri umani.
- Energia demoniaca (Youki): energia posseduta dai demoni. Conosciuta anche come energia spettrale, nell'adattamento del manga.
- Mondo degli inferi: nominato nel secondo film, I guerrieri dell'Inferno ed adattato in Mondo delle anime nere nella traduzione Star Comics degli anime comics del suddetto film, era l'aldilà del mondo dei demoni, prima che il suo re Yakumo provasse a conquistare il mondo umano e venisse sconfitto da Re Enma, il quale lo imprigionò nell'Universo delle Tenebre.
- Universo delle Tenebre: anch'esso nominato nel secondo film e tradotto dalla Star Comics come Universo Nero, è la dimensione in cui furono esiliati Yakumo e i suoi seguaci e in cui il mondo degli spiriti scarica l'energia negativa degli esseri umani.

## Personaggi e doppiatori

I protagonisti nell'anime

| Personaggio                                      | Doppiatore originale | Doppiatore italiano                                     |
| ------------------------------------------------ | -------------------- | ------------------------------------------------------- |
| Yusuke Urameshi                                  | Nozomu Sasaki        | Davide Garbolino                                        |
| Kazuma Kuwabara                                  | Shigeru Chiba        | Claudio Moneta                                          |
| Kurama / Shuichi Minamino                        | Megumi Ogata         | Dania Cericola                                          |
| Yoko Kurama                                      | Shigeru Nakahara     | Andrea De Nisco                                         |
| Hiei                                             | Nobuyuki Hiyama      | Felice Invernici                                        |
| Botan                                            | Miyuki Sanae         | Federica Valenti                                        |
| Keiko Yukimura                                   | Yuri Amano           | Alessandra Karpoff                                      |
| Piccolo Enma                                     | Mayumi Tanaka        | Lara Parmiani                                           |
| Maestra Genkai                                   | Naoko Kyoda          | Caterina Rochira                                        |
| Maestra Genkai da giovane / Guerriero Mascherato | Megumi Hayashibara   | Irene Scalzo                                            |
| George Saotome                                   | Tomomichi Nishimura  | Sante Calogero Paolo Sesana (ep. 57-65)                 |
| Shizuru Kuwabara                                 | Ai Orikasa           | Loredana Nicosia Sonia Mazza (ep.57-66)                 |
| Toguro maggiore                                  | Katsumi Suzuki       | Luca Bottale                                            |
| Toguro minore                                    | Tesshō Genda         | Gianluca Iacono                                         |
| Karasu                                           | Ryō Horikawa         | Daniele Demma (ep. 32) Massimo Di Benedetto (ep. 49-56) |
| Bui                                              |                      | Lorenzo Scattorin                                       |
| Sakyo                                            | Nobuyuki Furuta      | Guido Cavalleri (ep.23-56) Patrizio Prata (ep.57-65)    |
| Shinobu Sensui                                   |                      | Paolo Sesana                                            |
| Itsuki                                           |                      | Massimo Di Benedetto                                    |
| Atsuko Urameshi                                  | Yoko Somi            | Patrizia Salmoiraghi                                    |
| Voce narrante                                    | Tomomichi Nishimura  | Marco Balzarotti                                        |

## Media

### Manga
Il fumetto, dopo la pubblicazione ad episodi su Weekly Shōnen Jump, è successivamente stato pubblicato in 19 tankōbon. In Giappone è stato ristampato tre volte:  
- nel 2004 in edizione complete (kanzenban), dove l'autore ha potuto ritoccare alcune tavole, per un totale di 15 volumi,
- nel 2008 in edizione grossa (tipo rivista) per un totale di 9 vol.,
- nel 2010 in edizione tascabile (bunko) di 12 vol. in box.

In Italia, una prima pubblicazione, è iniziata nel luglio del 1998, all'interno della testata contenitore Express della Star Comics, ma la serie non fu edita per intero, a causa della chiusura della testata stessa nel settembre del 2000; un mese dopo, il medesimo editore ripropose dall'inizio il manga, pubblicandolo per intero, questa volta, nella collana Zero, con l'ultima uscita avvenuta nell'aprile del 2002. La kanzenban, detta "perfect", è stata invece pubblicata dal 2014 al 2016.
A partire dal mese di maggio 2007, con cadenza prima quindicinale e poi mensile, la casa editrice Star Comics ha pubblicato anche i cinque volumi degli anime comic: i primi tre numeri contengono la trasposizione cartacea dei due film, mentre gli ultimi due, dal titolo Yu degli spettri - Perfect Files, contengono episodi inediti, schede dei personaggi, interviste con i doppiatori, una piccola enciclopedia terminologica e degli schizzi preparatori (settei in giapponese).

#### Volumi
| Nº | Titolo italiano Giapponese 「Kanji」 - Rōmaji                                | Data di prima pubblicazione          | Data di prima pubblicazione |
| Nº | Titolo italiano Giapponese 「Kanji」 - Rōmaji                                | Giapponese                           | Italiano                    |
| 1  | Yu degli spettri 1 「さよなら現世！！の巻」 - Sayonara gensei!!              | 10 aprile 1991 ISBN 4-08-871273-0    | ottobre 2000                |
| 2  | Yu degli spettri 2 「黄金色のめざめ!!の巻」 - Giniiro no mezame!!            | 10 giugno 1991 ISBN 4-08-871274-9    | novembre 2000               |
| 3  | Yu degli spettri 3 「魔性の森!!の巻」 - Mashō no mori!!                      | 15 settembre 1991 ISBN 4-08-871275-7 | dicembre 2000               |
| 4  | Yu degli spettri 4 「妖魔街からの兆戦状!!の巻」 - Yōmagai kara no chōsenjō!! | 15 novembre 1991 ISBN 4-08-871276-5  | gennaio 2001                |
| 5  | Yu degli spettri 5 「心をひとつに！！の巻」 - Kokoro wo hitotsu ni!!         | 10 marzo 1992 ISBN 4-08-871277-3     | febbraio 2001               |
| 6  | Yu degli spettri 6 「暗黒武術会開幕！！の巻」 - Ankoku bujutsu Kai kaimaku!! | 10 giugno 1992 ISBN 4-08-871278-1    | marzo 2001                  |
| 7  | Yu degli spettri 7 「ナイフエッジ・デスマッチの巻」 - Naifuejji desumacchi   | 10 giugno 1992 ISBN 4-08-871279-X    | aprile 2001                 |
| 8  | Yu degli spettri 8 「霊丸を越えろ！！の巻」 - Reigan wo koero!!              | 2 ottobre 1992 ISBN 4-08-871280-3    | maggio 2001                 |
| 9  | Yu degli spettri 9 「最大の試練！！の巻」 - Saidai no shiren!!               | 2 dicembre 1992 ISBN 4-08-871515-2   | giugno 2001                 |
| 10 | Yu degli spettri 10 「許せない！！の巻」 - Yurusenai!!                       | 4 febbraio 1993 ISBN 4-08-871516-0   | luglio 2001                 |
| 11 | Yu degli spettri 11 「喰うか喰われるか！！の巻」 - Kuu ka kuwareru ka!!      | 2 aprile 1993 ISBN 4-08-871517-9     | agosto 2001                 |
| 12 | Yu degli spettri 12 「決定戦開始!!の巻」 - Ketteisen kaishi!!                | 9 giugno 1993 ISBN 4-08-871518-7     | settembre 2001              |
| 13 | Yu degli spettri 13 「遺志を継ぐ奴等！！の巻」 - Ishi wo tsugu yatsura!!     | 4 agosto 1993 ISBN 4-08-871519-5     | ottobre 2001                |
| 14 | Yu degli spettri 14 「血塗られた過去！！の巻」 - Chi nurareta kako!!         | 4 ottobre 1993 ISBN 4-08-871520-9    | novembre 2001               |
| 15 | Yu degli spettri 15 「瀬戸際の対峙！！の巻」 - Setogiwa no taiji!!           | 2 dicembre 1993 ISBN 4-08-871521-7   | dicembre 2001               |
| 16 | Yu degli spettri 16 「魔界への突入！！の巻」 - Makai e no totsunyū!!         | 4 marzo 1994 ISBN 4-08-871522-5      | gennaio 2002                |
| 17 | Yu degli spettri 17 「それぞれの決心！！の巻」 - Sorezore no kesshin!!       | 3 giugno 1994 ISBN 4-08-871523-3     | febbraio 2002               |
| 18 | Yu degli spettri 18 「魔界統一トーナメント」 - Makai touitsu tōnamento       | 2 settembre 1994 ISBN 4-08-871524-1  | marzo 2002                  |
| 19 | Yu degli spettri 19 「それから・・・」 - Sorekara...                         | 2 dicembre 1994 ISBN 4-08-871525-X   | aprile 2002                 |

### Anime
Gli episodi sono suddivisi in quattro archi narrativi:
- Arco del detective del mondo degli spiriti (ep. 1-25)
- Arco del torneo delle arti marziali nere (ep. 26-66)
- Arco del capitolo nero e di Sensui (ep. 67-94)
- Arco dei tre re (ep. 95-112)

In Italia l'anime è stato trasmesso inizialmente da LA7 dal 25 giugno 2001, che ha proposto solamente i primi due archi con il titolo Yu Yu, e successivamente ripreso da MTV con gli episodi inediti, trasmessi dal 1º febbraio 2006 con il titolo Yu Yu Hakusho: Ghost Fighters. Esistono due edizioni della versione home video: una distribuita nelle edicole da De Agostini in 38 uscite che presenta tutti gli episodi col titolo Yu Yu Hakusho - Ghost Files, e un'altra per i negozi edita da Yamato Video che raccoglie in 5 cofanetti la sola prima serie e un box con i restanti episodi. Dal 22 dicembre 2021 viene trasmesso su Italia 2 per la prima volta in versione rimasterizzata con il titolo Yu Yu Hakusho: Ghost Files.

#### Colonna sonora
La colonna sonora sia dell'anime sia dei film di Yu degli spettri è stata composta da Yusuke Honma.
Sigla di apertura
- Hohoemi no bakudan (微笑みの爆弾? "Un sorriso esplosivo") di Matsuko Mawatari; episodi 1~112

Sigle di chiusura
- Homework ga owaranai (ホームワークが終わらない? "I compiti per casa non finiscono mai") di Matsuko Mawatari; episodi 1~29
- Sayonara byebye (さよならbyebye? "Addio ciao ciao") di Matsuko Mawatari; episodi 30~59
- Unbalance na kiss wo shite (アンバランスなKissをして? "Dammi un bacio sbilanciato") di Hiro Takahashi; episodi 60~83
- Taiyou ga mata kagayaku toki (太陽がまた輝くとき? "Quando il sole splende ancora") di Hiro Takahashi; episodi 84~102
- Daydream Generation (デイドリームジェネレーション? "Generazione di sogni a occhi aperti") di Matsuko Mawatari; episodi 103~111

Nell'ultimo episodio viene usata la sigla iniziale.

### Lungometraggi
- Yu Yu Hakusho - Il sigillo d'oro (Yu Yu Hakusho - The Movie) (1992 - doppiato e distribuito in Italia nel primo DVD della serie distribuito da De Agostini nel 2007)
- Yu Yu Hakusho - I guerrieri dell'inferno (幽★遊★白書: 冥界死闘篇・炎の絆?, Yū Yū Hakusho: Meikai Shitō Hen - Honō no Kizuna) (1994 - doppiato in italiano e distribuito da Yamato Video. È stato trasmesso in prima visione TV da MTV Italia durante la MTV Anime Week 2006)

### Videogiochi
I personaggi di "Yu degli spettri" compaiono spesso in videogiochi crossover tra tutte le proprietà di Weekly Shōnen Jump. Difatti Yusuke, Hiei e Toguro minore compaiono come personaggi giocabili in J-Stars Victory Vs e in Jump Force.

### Serie live action
Il 16 dicembre 2020 è stato annunciato un adattamento live-action, la cui uscita è prevista per il 14 dicembre 2023. Sarà trasmessa in streaming su Netflix in tutto il mondo, Kazutaka Sakamoto sarà il produttore esecutivo e Akira Morii sarà il produttore della serie. Il 15 luglio 2022, è stato riferito che Shō Tsukikawa sarà il regista della serie, con Tatsurō Mishima che si occuperà della sceneggiatura e Ryō Sakaguchi che fungerà da supervisore degli effetti visivi. La serie avrà come protagonista Takumi Kitamura nel ruolo di Yusuke Urameshi.

## Adattamento

### Edizione italiana
L'adattamento di anime e manga diverge nella traduzione di alcuni termini, in modo particolare i nomi delle tecniche, siano esse in inglese o giapponese sono state tradotte in italiano fatta eccezione per il Reigan, tradotto come Raggio Astrale nella prima stagione, ma chiamato col nome originale nella seconda.
Altra differenza è la traduzione del termine yōkai, adattato nell'anime con demone e con spettro nel manga.
Per quanto riguarda i nomi dei personaggi le uniche differenze di adattamento si riscontrano nella traduzione del nome di Koenma, letteralmente tradotto in Piccolo Enma (il Ko all'inizio del nome in giapponese sta infatti per "piccolo", "giovane"), mentre nel manga è rimasto Koenma, tranne nei primi volumi dov'è chiamato "Re Junior dell'Inferno" (essendo suo padre Enma il re del mondo dei morti buddista), e nei nomi in codice di compagni di Sensui, tradotti in italiano.
Una lieve differenza di adattamento si riscontra anche fra la serie TV e il secondo film, essendo stati realizzati da due staff diversi e con diverso cast. Nell'anime il nome "Yūsuke", "Hiei", "Yukina" sono pronunciati con una dizione aderente alla lingua italiana (Yusuke con S dolce, nessuna vocale muta e l'accento sulla seconda sillaba, Hiei senza la H e pronunciando tutte le vocali, Yukina con l'accento sulla seconda sillaba), mentre nel doppiaggio del film si rispetta di più la pronuncia giapponese (Yuske con S dura, accento sulla prima sillaba, seconda U muta, Hiee con la H aspirata e la seconda I come allungamento della E, Yukina con l'accento sulla prima sillaba), e vi è anche una diversa traduzione di Reigan chiamato nel film Onda Astrale.
Nel doppiaggio della serie TV, alcuni personaggi secondari (negli episodi 57-66) subiscono un cambio di voce; caso strano è stato quello di Touya, che da una voce maschile (Patrizio Prata) passa ad una femminile (Alessandra Felletti). Un altro caso strano è stato quello dell'adattamento sul personaggio Corvo ("Karasu" in originale, che è appunto il termine corvo in giapponese), il quale da un certo episodio inizia stranamente ad essere chiamato "Ya" nel doppiaggio italiano, nonostante in originale rimanesse sempre Karasu.

## Accoglienza
Nel sondaggio Manga Sōsenkyo 2021 indetto da TV Asahi, 150 000 persone hanno votato la loro top 100 delle serie manga e Yu degli spettri si è classificata al 17º posto.